# Fairfax Financial Holding
Fairfax Financial Holdings Limited — фінансова холдингова компанія, що базується в Торонто, Онтаріо, яка займається майном, нещасними випадками, страхуванням та перестрахуванням, управлінням інвестиціями та управлінням страховими виплатами. Компанія працює в основному через кілька дочірніх компаній, включаючи Odyssey Re, Northbridge Financial, Crum & Forster, Verassure Insurance, Onlia Agency Inc. та Zenith Insurance Company.
Fairfax очолює генеральний директор Прем Ватса. Він контролює майже половину фірми; його стратегію інвестування, орієнтовану на вартість, порівнюють із стратегією Уорена Баффета.

## Історія
Станом на 31 грудня 2010 року сукупні активи Fairfax становили приблизно 31,7 мільярда доларів, а дохід за попередні дванадцять місяців становив приблизно 6,2 мільярда доларів. З моменту зайняття Ватсою поста генерального директора компанії балансова вартість компанії за акцію зростала на 23 % в рік.
23 вересня 2013 року Fairfax зробив пропозицію придбати виробника стільникових телефонів BlackBerry за $ 4,7 млрд. Або $ 9,00 за акцію. BlackBerry оголосив, що підписав лист про наміри, але буде відкритий для інших пропозицій до 4 листопада 2013 року. Fairfax вже володій на той час 10 % BlackBerry. Пізніше угода була скасована на користь вливання готівкою 1 млрд доларів США у BlackBerry збоку Fairfax.
У 2017 році Fairfax Financial Holdings збільшила право власності на акції Torstar без права голосу з 20 % до 40 %. Наприкінці травня 2020 року Torstar прийняв пропозицію про продаж компанії NordStar Capital.
24 квітня 2018 року було оголошено, що Fairfax Financial Holdings Ltd. придбає канадський підрозділ Toys «R» Us приблизно на 234 мільйони доларів. Угода була завершена 1 червня 2018 р.